# IceDogs de Niagara
Les IceDogs de Niagara sont une franchise de hockey sur glace du Canada qui évolue dans la ligue junior de la Ligue de hockey de l'Ontario. Elle est basée à Saint Catharines en Ontario.